# 동국정운 (국보 제142호)
동국정운(東國正韻)은 서울특별시 광진구 건국대학교박물관에 있는 조선시대의 금속활자본 책이다. 
1972년 3월 2일 대한민국의 국보 제142호 동국정운1질(東國正韻一帙)로 지정되었다가, 2010년 8월 25일 현재의 명칭으로 변경되었다.

## 개요
조선 세종 때 신숙주, 최항, 박팽년 등이 왕의 명으로 편찬하여 1448년(세종 30년)에 간행한 우리나라 최초의 표준음에 관한 책으로, 6권 6책이며, 활자본이다.
중국의 운(韻)에 관한 책인 『홍무정운』에 대비되는 것으로, ‘동국정운’이란 우리나라의 바른 음이라는 뜻이다. 당시 혼란스럽던 우리나라의 한자음을 바로잡아 통일된 표준음을 정하려는 목적으로 편찬, 간행되었다.
형태를 보면 본문의 큰 글자는 나무활자, 작은 글자는 갑인자, 서문은 갑인자 대자로 기록되어 있다. 구성을 보면 서문 7장, 목록 4장, 권1은 46장, 권 2는 47장, 권3은 46장, 권4는 40장, 권5는 43장, 권6은 44장으로 구성되어 있다. 크기는 가로 19.8cm, 세로 31.9cm이다.
특히 이 책은 동시 출간된 국보 제71호『동국정운』과 비교해 보면 다음과 같은 결론을 얻을 수 있다. 첫째, 개장(改裝) 당시 책의 천, 지를 약간 절단해 냈고, 둘째, 제목은 다같이 목판인쇄이나, 그 서체가 서로 다르다. 셋째, 책의 순서로 예, 악, 사, 어, 서, 수를 묵서했는데 이것은 뒤에 한 것으로 보인다.
이 책은 우리나라에서 최초로 한자음을 우리의 음으로 표기하였다는 점에서 큰 의의를 가지고 있으며, 국어연구자료로서의 중요성도『훈민정음』과 쌍벽을 이룰 정도로 높이 평가되고 있다. 또한 한자음의 음운체계 연구에 있어서뿐만 아니라, 훈민정음의 글자를 만든 배경이나 음운체계 연구에 있어서 기본자료가 된다. 이 책은 동시 출간된 국보 제71호 『동국정운』과 함께 당시 음운학을 연구하는데 아주 귀중한 자료로 평가되고 있다.

## 같이 보기
- 동국정운